# John Mayer Trio
O John Mayer Trio é uma banda de blues-rock formado em Los Angeles, Califórnia. Resultou quando cantor John Mayer decidiu, em 2005, mover sua música em um novo rumo, sendo influenciado pelo estilo blues e para fazer uma grande homenagem aos músicos de sua infância. John Mayer Trio é uma junção do cantor John Mayer com o baterista Steve Jordan e o baixista Pino Palladino.

## História
Em 2005, Mayer e Jordan se comprometeram com um telethon em NBC, com o baixista Willie Weeks intitulado  Tsunami Aid: Um Concerto de Esperança para levantar fundos e público conscientização beneficiando as vítimas no rescaldo do tsunami que atingiu Sudeste Asiático. No entanto, quando a data chegou, Weeks foi incapaz de fazer o show, e Jordan sugeriu o baixista de alto perfil Pino Palladino em seu lugar. Quando os três se juntaram para jogar, eles notaram uma química entre eles, e formou o Trio para tocar o que Mayer chamava de "rock de poder, guitarra elétrica, blues na sua cara". Em outubro de 2005, a banda fez uma turnê como o show de abertura de The Rolling Stones em algumas datas A Bigger Bang Tour.

## Discografia
- 2005 - Try!